# Adler (Schiff, 1905)
Die Adler war ein Seebäderschiff der HAPAG, die es von 1912 bis 1935 einsetzte. Fertiggestellt wurde sie 1905 als erstes ziviles deutsches Dampfturbinenschiff. Die Turbine wurde vor dem Einsatz als Seebäderschiff durch eine konventionelle Verbunddampfmaschine mit dreifacher Dampfdehnung ersetzt.
1935 wurde das Schiff nach Estland verkauft und als Fährschiff Aegna zwischen Tallinn und Helsinki eingesetzt. In sowjetischen Besitz gelangt, ging das Schiff vor 1950 verloren.

## Bau und technische Daten
Das Schiff lief am 8. Oktober 1904 bei den Howaldtswerken in Kiel mit der Baunummer 392 zunächst noch ohne Namen vom Stapel. Es war 59,44 m lang zwischen den Loten und 7,64 m breit, hatte 3,45 m Tiefgang und war mit 594 BRT vermessen. Das Schiff hatte zwei Masten und einen Schornstein und besaß als erstes deutsches Schiff eine Maschinenanlage mit einer Zoelly-Dampfturbine mit 1200 PS, die ihm eine Geschwindigkeit von 15 Knoten verlieh. Es war das erste in Deutschland gebaute zivile Turbinenschiff. Die Kaiserliche Marine erhielt im April 1905 ihre beiden ersten Turbinenschiffe, den Kreuzer Lübeck vom Stettiner Vulcan und das Schichau-Torpedoboot S 125, die von Parsons-Turbinen angetrieben wurden.

## Laufbahn
Es war im Auftrag eines Kieler Konsortiums gebaut worden, das das Schiff auf der Ostsee im Post- und Passagierverkehr mit Kabinen einsetzen wollte. Das Konsortium übernahm das Schiff jedoch nicht und löste sich auf. Daraufhin nutzte die Werft das Schiff nach seiner Fertigstellung im Januar 1905 eine Zeitlang als Versuchsschiff für Dampfturbinenbetrieb und legte es dann auf, während ein neuer Käufer gesucht wurde.

### SeebäderschiffAdler
Erst 1912 fand sich ein Käufer mit der HAPAG, die das Schiff am 26. März 1912 kaufte und es zum Seebäderschiff mit Platz für 200 Deckspassagiere umbauen ließ. Die Hapag verfügte mit der Kaiser seit Herbst 1905 über ein großes, turbinengetriebenes Seebäderschiff. Auf der Neuerwerbung ersetzte man die Turbine durch eine Dreifach-Expansionsmaschine von 93 nhp, die nur noch eine Geschwindigkeit von 11 Knoten ermöglichte. Nach dem Umbau war sie mit 563 BRT und 202 NRT vermessen. Am 7. Juli wurde das nun Adler genannte Schiff ausgeliefert und ab dem 10. Juli machte es seine Probefahrten. Danach wurde es im Seebäderdienst von Hamburg nach Helgoland und anderen Seebädern an der Nordsee eingesetzt. Dabei erwies sich das Schiff als äußerst seetüchtig und wurde auch im Post- und Güterverkehr außerhalb der Saison bis 1935 eingesetzt.
Im Ersten Weltkrieg wurde die Adler von der Kaiserlichen Marine übernommen und nach entsprechender Umrüstung vom 12. November 1914 bis Kriegsende als Lazarettschiff bzw. Verwundetentransportschiff eingesetzt. Es wurde mit 177 Krankenbetten ausgerüstet und erhielt neben der Schiffsbesatzung noch 21 Personen Sanitätspersonal.
Am 13. November 1918 wurde die Adler an die HAPAG zurückgegeben und dann wieder auf ihrer alten Route eingesetzt. 1926 erhielt sie neue Kessel und erhielt 1927 statt des schwarzen einen weißen Rumpfanstrich. Bis zum Ende der Saison 1935 blieb das Schiff im Dienst, den es zuletzt zusammen mit der neuen Königin Luise, der Cobra, Kaiser sowie gelegentlich der Kehrwieder bediente.

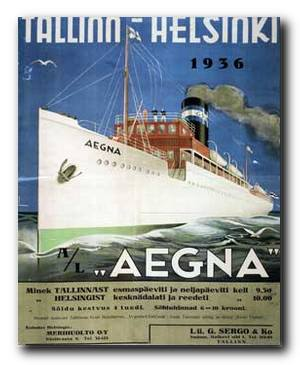
Plakat für die Aegna

### Dienst unter anderen Flaggen
Am 5. Oktober 1935 wurde das Schiff an Louis Köster in Altona verkauft, der es in Seeadler umbenannte, aber noch am 6. Dezember desselben Jahres an die Reederei G. Sergo & Co. in Tallinn (Estland) weiterverkaufte. Diese ließ Kabinen für 30 Passagiere der Ersten und 40 der Zweiten Klasse einbauen, womit einschließlich der 100 Decksplätze insgesamt 170 Personen befördert werden konnten. Unter dem neuen Namen Aegna, nach einer Insel vor Tallinn, befuhr das Schiff nun die Strecke Tallinn—Helsinki.
Bei der sowjetischen Besetzung Estlands im Juni 1940 wurde das Schiff von den Besatzern in Besitz genommen.

### Das Ende derAegna
Nur wenig mehr als ein Jahr später, in der Folge des deutschen Angriffs auf die Sowjetunion, fiel das Schiff im August 1941 in Tallinn in deutsche Hand. Es wurde dann von der Kriegsmarine als Lotsentender genutzt.
Am 28. November 1944 wurde das Schiff in Memel von den vorrückenden sowjetischen Truppen erobert. Es wurde, wohl 1946, in Wolchow (russisch Волхов) umbenannt. Wie lange es danach unter sowjetischer Flagge fuhr, ist ungewiss. Als Aegna war es noch bis 1951 im Lloyd’s Register verzeichnet.